# Spuleria
Spuleria é um gênero de traça pertencente à família Agonoxenidae.. A única espécie deste género é a Spuleria flavicaput, encontrada na Anatólia. 